# Assidat zgougou

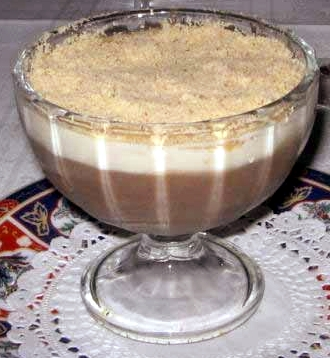
Der Assidat zgougou in einer Glasschüssel

Der assidat zgougou oder assida zgougou (arabisch عصيدة الزقوقو) ist ein tunesisches Dessert, das zum Mouled-Fest zubereitet wird.

## Zubereitung
Es handelt sich um eine süße Creme, die mit den Pinienkernen der Aleppo-Kiefer zubereitet wird und leicht nach Harz schmeckt. Die Pinienkerne – in Tunesien „zgougou“ (arabisch الزقوقو) genannt und nicht mit den Pinienkernen der Pinie (Pinus pinea) zu verwechseln – werden gereinigt und dann mit Wasser gepresst und durch ein sehr feines Sieb durchgelassen.
Der so gewonnene dickflüssige Saft wird mit Weizenmehl und je nach Rezept auch mit Stärke gemischt. Manchmal wird auch Kondensmilch untergerührt. Alles wird bei kleiner Flamme unter ständigem Rühren gekocht. Staubzucker wird so lange hinzugeführt, bis die Creme dickflüssig wird und eine leicht grau-bräunliche Farbe annimmt.
Diese Creme wird noch warm in eine Schüssel umgeschüttet und mit einer Vanillecreme aus Milch, Stärke, Zucker und Orangenblütenextrakt bedeckt. Schließlich wird sie mit ganzen Mandeln, kleinen Bonbons oder mit Trockenfrüchten oder Haselnüssen, Walnüssen, Pistazien o. Ä.  verziert.

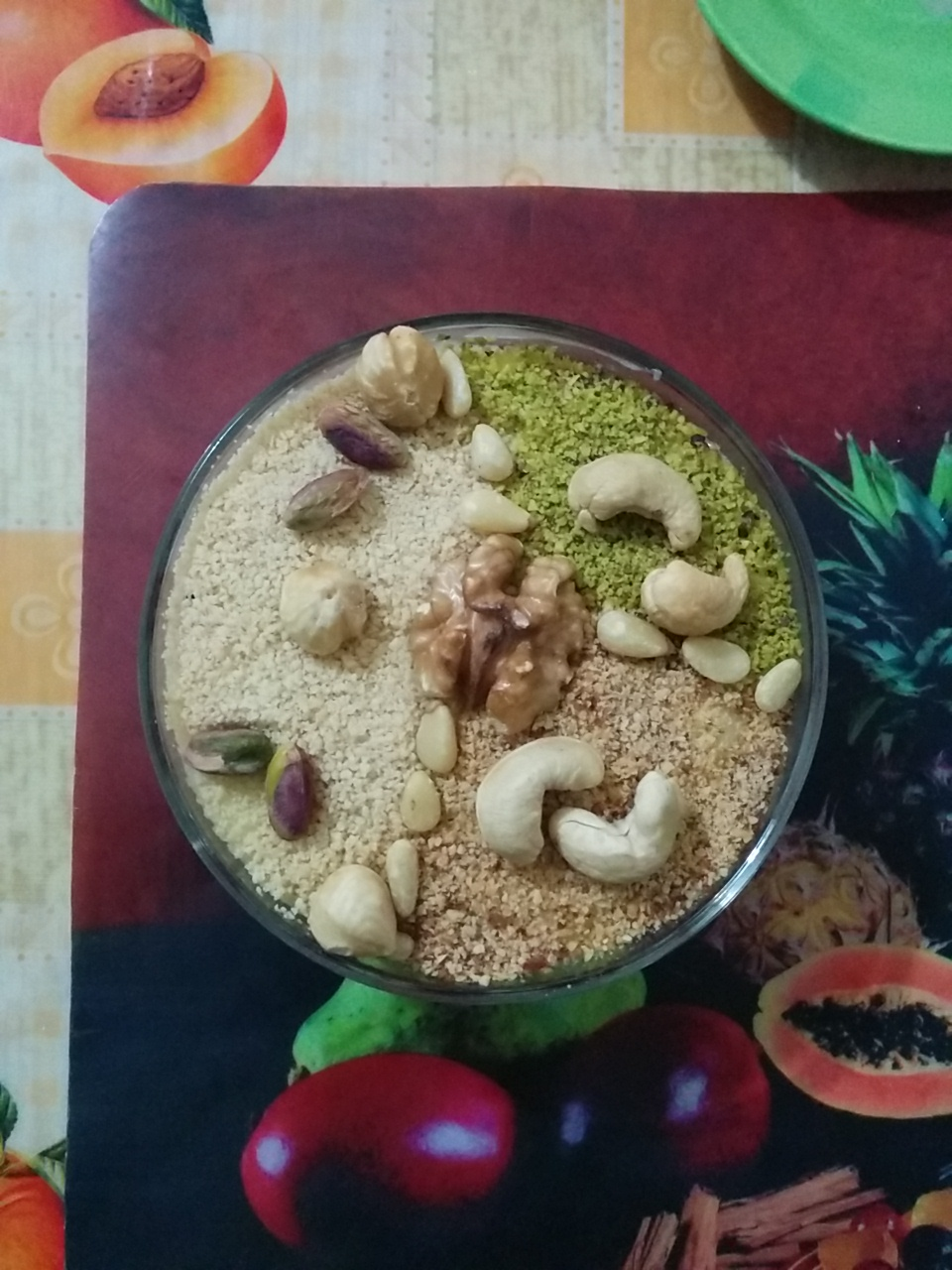
Mit Trockenfrüchten verzierter Assidat zgougou

## Geschichte und Tradition
Es handelt sich um eine Speise, die aus der Not während einer andauernden Dürre in der Zeit der gescheiterten Revolution von 1864 entstanden ist und deshalb nicht wertgeschätzt wurde und als Armenspeise galt. Erst seit den 1970er Jahren ist sie als süße Nachspeise Mode geworden.
Laut Tradition wird die Assidat-Schüssel mit Nachbarn und Familienangehörigen getauscht, wobei mehr Wert auf die Verzierung als auf die Speise selbst gelegt wird.